# Coming Through
Coming Through er en amerikansk stumfilm fra 1925 instrueret af A. Edward Sutherland.

## Medvirkende
- Thomas Meighan som Tom Blackford
- Lila Lee som Alice Rand
- John Miltern som John Rand
- Wallace Beery som Joe Lawler
- Larry Wheat som Munds
- Frank Campeau som Shackleton
- Gus Weinberg som Dr. Rawls
- Alice Knowland som Mrs. Rawls